# Lawina w Tatrach (1974)
Lawina w Tatrach (1974) – lawina, która zeszła 20 stycznia 1974 po słowackiej stronie Tatr. Lawina spadła z Grani Baszt, rozdzielającej Dolinę Mięguszowiecką i Młynicką (Przełęcz nad Skokiem) i osiągnęła przeciwny stok, na którym jeździła na nartach młodzież z technikum w Komarnie. W wypadku zginęło 12 osób, głównie młodych narciarzy.

## Lawina
Masa śniegu oderwała się na wysokości około 2200 metrów i spadła na dno Doliny Mięguszowieckiej. Przebyła drogę około 1,5 km przy różnicy poziomów 760 m. Lawina przecięła szosę, wdarła się na przeciwległy stok wspinając się 44 metry w górę, na długości 140 metrów. Powierzchnia lawiniska wynosiła 133 tys. m². 24 osoby zostały zasypane, 12 zginęło. Tego dnia obowiązywał pierwszy, najniższy stopień zagrożenia lawinowego.

## Akcja ratunkowa
Ponieważ lawinisko znajdowało się w dogodnym położeniu, blisko schroniska, pomoc przybyła wcześnie i szybko odkopano 11 żywych osób. Po kilku godzinach akcji, w której uczestniczyło również czechosłowackie wojsko, a także ochotnicy brakowało jeszcze 3 osób, w tym nauczyciela i jego 13-letniego syna, których ciała zaginęły i zostały odnalezione dopiero w maju. Jedną z ofiar, 18-letniego chłopca imieniem Oto, wydobyto żywego spod 4-metrowej warstwy śniegu po 5 godzinach. Jego położenie wskazał przeszkolony do pracy w lawiniskach pies. Następnego dnia w akcji ratowniczej brało udział 300 osób. Była to najtragiczniejsza w skutkach lawina w Tatrach. Tego samego dnia w Tatrach zeszły jeszcze dwie inne lawiny.